# 独立主張のある地域一覧
独立主張のある地域一覧（どくりつしゅちょうのあるちいきいちらん）とは、ある地域において公に独立を主張する勢力がある地域の一覧である。

## 分類
独立運動の実態は多種多様で、おおまかに分類すると以下のようになる。列記している地域は、その主な例である。

## 一定の実態のある独立運動
実効支配地域のある政治的実体は、一部の国から独立国扱いを受けている。

### 政府が域内にあり一部国連加盟国から独立を認められた地域
これらの地域の政治的実体は、独立主張がある地域を実効支配し、独立宣言（または国家としての宣言）も行っており、1か国以上の国際連合加盟国から国家承認をされている。
- 国連に参加・加盟の実績がある実体
  -  パレスチナ国（国家未承認国の認識はパレスチナ自治政府） - 2012年より国連総会オブザーバー国。
  -  中華民国（台湾） - 1972年まで「中国代表」として国連に加盟。
- 国連に参加・加盟の実績がない実体
  -  アブハジア共和国 - 「民主主義と民族の権利のための共同体」加盟国[注釈 1]
  -  北キプロス・トルコ共和国
  -  コソボ共和国
  -  南オセチア共和国 - 「民主主義と民族の権利のための共同体」加盟国[注釈 1]

### 政府が域外にあるも一部国連加盟国から独立を認められた地域
これらの地域の政治的実体は、独立宣言後に独立を主張する地域とは別の国に本拠地を置いている（亡命政府）が、その地域の一部を実効支配し、1か国以上の国際連合加盟国から国家承認をされている。
- サハラ・アラブ民主共和国（西サハラ） - 独立を主張する地域の約3割を実効支配している。

### 政府が域内にあるも国連加盟国から独立を認められていない地域
これらの地域の政治的実体は、独立主張がある地域を実効支配し、独立宣言も行っているが、国際連合加盟国から国家承認を一切されていない。
- 沿ドニエストル共和国 - 「民主主義と民族の権利のための共同体」加盟国[注釈 1]
- ソマリランド共和国

### 政府が域外にあり国連加盟国から独立を認められていない地域
これらの地域の政治的実体は、独立を主張する地域とは別の国に本拠地を置いて「亡命政府」を公称しているが、独立を主張する地域を一切実効支配しておらず、国際連合加盟国から一切国家承認されていない。
- アルツァフ共和国（別称：ナゴルノ・カラバフ共和国） - 「民主主義と民族の権利のための共同体」加盟国[注釈 1]。2023年ナゴルノ・カラバフ衝突での敗北により実効支配する領土を喪失。
- チベット（政府組織：ガンデンポタン） - 現状： 中国のチベット自治区、青海省の全域および四川・甘粛・雲南の一部。
- 東トルキスタン（政府組織：東トルキスタン共和国） - 現状： 中国の新疆ウイグル自治区

## 独立主張のある地域
- 政治的実体が独立宣言はしているが、支配国の実効支配を免れていない地域
  -  イロコイ連邦 -  アメリカ合衆国内に所在。独自のパスポートを発行、連邦捜査局の捜査権も及ばないインディアンの独立自治地域である旨主張。
  -  ラコタ共和国 - 2007年12月19日に  アメリカ合衆国からの独立を宣言した。
  -  カタルーニャ共和国 - 2017年10月10日に  スペインからの独立を宣言した。カタルーニャ自治州政府が自治権を有しているが、スペイン内務省の統制下にある。2017年以降は州独自の警察組織がスペイン警察に編入された。2018年現在、独立運動に関しては独立派が主導するカタルーニャ自治州政府と、事実上の亡命政権であり  ブリュッセルに所在する 「カタルーニャ共和国理事会」の二重支配になってしまっている。主に州の内政を州政府が、独立運動の国外への理解や協力を募る活動を共和国理事会が行っている。
- 政治的実体が独立宣言も地域の実効支配もしておらず、主張や運動の段階にとどまるもの
  -  スペインの各地域政党など。世界の独立問題の節を参照。

## ミクロネーション

### 現存するミクロネーション
- セボルガ公国 -  イタリアからの「独立」を宣言してはいるが、イタリアからはコムーネの村として扱われ、セボルガ自体もイタリアの行政を受けているため、独立主張というよりも村おこしの一種であるとする見方もある。
- シーランド公国 - 独立宣言当時公海上にあった人工要塞が国として独立したもの。その部分の実効支配は行っているものの、国際法上では人工構造物は国家領土とは認められておらず、国家成立要因に欠けている。
- モロッシア共和国 -  リノの近くに位置し、2.5ヘクタールの砂漠に拠点を置くミクロネーション。ケビン・ボー大統領によって統治され、「入国」にあたってはパスポートの提示を求められる。ただし、ボーは合衆国に税金（ボーはこれを「対外援助」と称する）を納めておりその領土は合衆国の統治下にある。
- ロマノフ帝国 - 独立宣言当時、 ロシアの公人が自ら購入した  クック諸島の環礁を「独立」させたもの。当該領域の実効支配は行なっているものの、その土地がロシアとは無関係であること、肝心のロシア政府を始めとする諸国家からは一国家と認められておらず、今も未承認のままである。
- リベルランド -  クロアチアと  セルビアの国境の空白地帯に建国されたミクロネーション国家。 ソマリランドとは2017年に相互承認が行われた[1]。

## 世界の独立問題

### アジア

#### 中華人民共和国
- チベット：中華人民共和国の自治区・省として分割されているが、同区・省内のチベット人が独立を主張。ただしダライ・ラマ14世が率いるチベット亡命政府は独立の主張を取り下げ、中華人民共和国の枠内における高度な自治権を要求している（チベット独立運動）。
- 東トルキスタン：中華人民共和国の新疆ウイグル自治区のうち、イスラム教徒のウイグル人らが独立を主張（東トルキスタン独立運動，東トルキスタン共和国亡命政府、東トルキスタンイスラム運動も参照）。
- 香港：香港返還後に中華人民共和国の特別行政区になるも、我是香港人連線（中国語版） (Hong Konger Frontline) などを中心として香港人が独立を主張し活動を展開（香港独立運動）。ただし、2010年代には香港の中国化に反対する香港本土派が大規模なデモを何度が起こしたものの、その主張は独立から民主化（香港自治運動（英語版））まで幅広い。
- その他の中国の各地域でも独立或いは高度な自治権の獲得を目指す運動や理論の他に政体の変換を唱える主張があり、近年ではそれに絡む理念を掲げる政治団体も新たに現れ出している。劉仲敬の諸夏主義、 広東語の制限と抗議行動（広東）、 上海民族党（上海）、 満洲国政府（満州）、中国民主化運動、 中華連邦主義、 新中国連邦を参照。

#### 日本
- 琉球諸島：琉球諸島（沖縄県と鹿児島県の奄美諸島）には、1879年まで 琉球王国が存在していた。その後は琉球諸島は日本国の統治下に入ったが、太平洋戦争（沖縄戦）後には、戦勝国の アメリカ合衆国に20年以上統治されていた歴史を持つ。得に沖縄県は、日本本土とは異なる歴史を歩んできた上、現在も本土との経済格差や在沖米軍問題があり、それらを理由に独立論や高度な自治を求める声がある。詳しくは琉球独立運動（ 琉球独立党、琉球民族独立総合研究学会）、琉球民族、琉球弧の先住民族会、アメリカ合衆国による沖縄統治、琉球政府を参照。
- その他：都道府県独立国家論を参照。

#### インドネシア
- 南マルク：南マルク共和国（英語版）の支持者達がインドネシアからの独立を要求している。
- 西パプア州：西パプア共和国の支持者たちがインドネシアからの独立を求めている（パプア紛争を参照）。

#### ミャンマー
ミャンマーの独立直後から、少数民族による独立運動が展開される（ミャンマー内戦）。ミャンマー民主改革以降は独立よりも高度な自治権の確立に目標が変わりつつあったが、2021年ミャンマークーデター以降は再び中央政府から分離する動きが見られる。一部の勢力は麻薬産業を資金源としており、国際社会からは麻薬組織と看做される勢力もある。
- カレン族（コートレイ（英語版））
- カレンニー族（カレンニー州暫定執行評議会）
- ミャンマー諸州：それぞれの州の地元住民が独立もしくは自治権の拡充を主張しているが、後掲の ワ州以外では政府により同化政策がとられている。 シャン州の ワ族（いわゆるワ州）、 コーカン族（土着の華人）、及び カチン州のカチン族においては、政府と和平に応じた民兵組織（軍閥）による一定の自治が黙認されている。

#### インド
- グルカランド：インドのグルカ系住民の諸地域：インドの3州はグルカ系諸支族が自治権拡大ないし独立を求めている。
- カシミール： インドと パキスタンが領有権を巡って対立している地域。インド側でイスラム系の武装勢力は分離独立を求めている。
- ナガランド、 トリプラ、 マニプル： インドから分離独立を求めている。

#### パキスタン
- バルチスタン：バルチスタンのパキスタン領にあたる バローチスターン州でバルーチ人が分離独立を求めている。同じくパシュトゥーン人の多く住む北西部 カイバル・パクトゥンクワ州（旧北西辺境州）を含むパシュトゥーニスタンでも分離独立を求めている。

#### イラク
- イラク領クルド人自治区:イラク領内にあるクルディスタン地域。イラク戦争後自治権を獲得しており、イラク政府に参加しているものの独立論も強くある。シリアのロジャヴァとの関係が深く、両地域でクルド人国家の創立を目指す動きもある。2017年9月25日に行われた住民投票で独立賛成派が勝利、2年以内のイラクからの独立を目指す予定。

#### シリア
- ロジャヴァ・クルド人自治区:シリア国内のクルド人自治区。シリア内戦後に事実上の自治権を獲得している。西クルディスタンとも言われる。シリア内戦（2011年3月15日 - 進行中）において、 シリア政府軍を放逐した  ISILを再度放逐し、かつてのロジャヴァ自治区よりも広範な領域の実効支配を獲得している。

#### ジョージア
- 南オセチア：（該当エリアは「グルジア」ならびに南コーカサスとしても知られる） ジョージアに属するが事実上独立している。南オセチア紛争で ロシア軍の支援によって独立した。 ロシア連邦への編入を要求。 ロシア連邦と ニカラグア共和国が独立を承認、 ベラルーシ共和国が支持している。一部では、 ロシア連邦への編入ではなく、いわゆる「 ロシア・ベラルーシ連邦」の構成国になるべきとの意見もある。
- アブハジア： ジョージアに属するが事実上独立している。 南オセチア同様に ロシア軍の支援で独立したが、 ロシア連邦への編入は求めていない。 ロシア連邦と ニカラグア共和国が独立を承認、 ベラルーシ共和国が支持している。 南オセチアと同様に、一部では、 ロシア連邦への編入ではなく、いわゆる「 ロシア・ベラルーシ連邦」の構成国になるべきとの意見もある。
- アジャリア： ジョージアに属し、事実上独立していたが、住民の反発や、ロシア側の勧告により自治共和国大統領が辞任。 ジョージアの統治下に戻ったが、現在でも独立主張がある。

#### その他
- 台湾：国共内戦により、台湾地区は中華民国政府による実効支配が続いているが（台湾問題）、中華民国の一部から分離独立すべきだと主張する勢力が出現した。中華人民共和国側は台湾独立運動や台湾正名運動が一つの中国の原則からの分断工作であるとみなしている。
- 北キプロス：キプロス島北部は  キプロス共和国が支配していたが1974年にトルコ系住民が 北キプロス・トルコ共和国として独立宣言し、同地域を実効支配下においた。ただし、北キプロス・トルコ共和国には トルコの影響力が強く、国家樹立を承認しているのは トルコ一国にとどまる。
- バンサモロ自治地域：  フィリピン南部ミンダナオ島に住むイスラム教徒の モロ族がバンサモロ一帯の分離独立を求めている。
- パタニ王国：  タイから分離独立を求めるタイ南部の深南部三県の地域。
- クルディスタン：  トルコをはじめとして、 イラクや イラン、 シリア、さらにカフカス3ヶ国を中心にクルド人が住んでいるが、現在に至るまで各地のクルド人による独立運動が起こっている。1922年に トルコの帝政廃止に伴い、 クルディスタン王国（英語版）が独立したがトルコ革命の成功で1924年に崩壊した。1945年にも ソ連の後押しで マハバード共和国が誕生したが イラン帝国の侵攻で1年で消滅している。 イラクではイラク戦争以後 クルド人自治区として自治権を獲得、 シリアでは内戦後に ロジャヴァ・クルド人自治区が創設され自治権を獲得し、独立へと向かう動きも強い。
- アゼルバイジャン： アルツァフ共和国（該当エリアは「ナゴルノ・カラバフ」ならび南コーカサスとしても知られる）は、ペレストロイカに因る統治の緩慢化から アルメニア系住民が多く居住する ナゴルノ・カラバフ自治州で アルメニア・ソビエト社会主義共和国（現アルメニア）への編入を求める機運が高まったため、1988年にナゴルノ・カラバフ戦争が勃発したことで自治権の獲得へと至った。しかし、2023年9月にアゼルバイジャンの攻撃を受け降伏し、実効支配していた領土をアゼルバイジャンに奪還された。領土を失う以前は アブハジア、 南オセチア、 沿ドニエストルから独立の承認を受けていた[注釈 2]が、アルメニアからは独立を承認されていなかった。アルツァフ共和国元指導部は亡命政府として現在も活動している[2]。

### ヨーロッパ
ヨーロッパは複雑に民族が交差していることや、地続きで言語や文化など民族意識を形成する要素の境界線が不明瞭な事から新たな民族グループが形成され易い。歴史的にも西ヨーロッパは ローマ帝国崩壊以降、無数の私領や小国家群に分裂していた期間が長く、近代に入ってから成立したに過ぎない既存国家・既存民族の枠に収まれない人々が盛んに分離独立運動を行ってきた。近代までは中央集権や民族主義を進める政府によって弾圧されるケースが多かったが、現代に入ってからは地方分権の高まりや欧州統合の流れの中で、分離運動を自治権拡大によって収めようとする場合が多い。
 ドイツでは 神聖ローマ帝国からドイツ統一に至るまでの長期間に亘って、数個の国家と無数の貴族領・教会領に分かれていた。これを領邦国家といい、ナポレオン戦争が起きる1800年代後半以前はドイツ人としての意識も全く存在していないに等しかった。つまりドイツ地方の住民にとっては領邦時代の国々を祖国とする意識が強く、統一を果たした ドイツ帝国も有力な領邦国家に一定の自治権を与え続ける連邦制を志向した。この流れは現代においても（ドイツが西欧で唯一連邦主義を採用していることから分かるように）続いており、連邦主義を更に推し進めて、領邦国家の国家連合、または国民国家（主権国家）同士の連邦国家を形成しようとする動きがある。
 スペイン・ フランス・ イタリアなどでも各地の文化的差異や経済格差は依然として存在し、また半世紀以上に渡り地域安定に取り組んできた EUの求心力と反対に特定国家への帰属意識が希薄化し、それらが相俟って独立ないし分権を求める声は少なくない。

#### ドイツ
- バイエルン（バイエルン民族）
  - 主張国家： バイエルン王国(Königreich Bayern)
  - 地域政党：バイエルン民族党 (Bayernpartei)

- アレマン

第二次世界大戦以降、ドイツ南西部（バイエルンの隣）に位置するアレマン地方で独立運動が盛んになった。アレマン語の独自性を由来とする政治運動はナポレオン時代から存在したと言われ、最終的には スイスや アルザスと共にドイツ連邦から離脱する事を目標にしている。現在は小康状態にあるものの、東ドイツ併合やユーロ問題など大きな政治的議論が生じる度に活発化している。
- 旧東ドイツ

言語・文化の差異から来る北ドイツ・南ドイツ間の対立とは異なり、旧西ドイツにとって経済的に重荷になっているとの理由から旧東ドイツの再分離を望む意見がしばしば言及される。また東ドイツ人の側でも統一後の待遇に失望する人々も少なくなく、2007年の調査ではドイツ人の5人に1人が「ベルリンの壁があった方がよかった」と答えている。
- ザクセン
  - 主張国家： ザクセン王国(Königreich Sachsen)
  - 地域政党：自由ザクセン (Free Saxony)

#### フランス

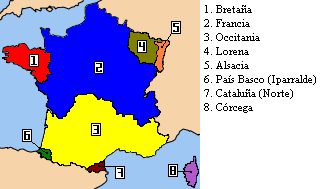
フランスの分離運動

- ブルゴーニュ
  - 地域政党：ブルゴーニュ解放運動 (Mouvement de liberation de la Bourgogne)

- 北カタルーニャ
  - 主張国家：カタルーニャ国 (Catalan Countries) 運動への合流
  - 地域政党：カタルーニャ左派共和党 (Esquerra Republicana de Catalunya)

- サヴォワ
  - 地域政党：サヴォワ地域運動（英語版） (Mouvement Région Savoie)

- コルシカ
  - 反政府グループ：コルシカ民族解放戦線 (National Front for the Liberation of Corsica)
  - 地域政党：コルシカ国家党（英語版） (Parti de la nation corse)

古くからコルシカ語（標準イタリア語に近いと言われる）を話すコルシカ人が独立運動を続けている。
- ブルターニュ
  - 主張国家：ブルターニュ国 (Bretagne)
  - 地域政党：ブルトン民族党（英語版） (Parti breton)、ブルトン民主運動（英語版） (Union démocratique bretonne)

ブリタニア系（現在のウェールズ人やスコットランド人の祖先）の住民がサクソン人・ジュート人の侵攻から逃れる為に、ブルターニュ地方へ移住した歴史から古代ブリタニアの文化が継承されている。古代ブリタニアの住民はケルトの一派とされる一方で、いわゆるガリア人とは明確に異なる部分を持つことから別民族であるともされており、たびたび独立論が議題に挙がっている。
- ノルマンディー
  - 地域政党：ノルマン運動（英語版） (Mouvement normand)

ヴァイキングが持ち込んだ古ノルド語とラテン語の混交から生じたノルマンディー語が残存していて、この言葉を保護しようとする動きがある。
- アルザス＝ロレーヌ
  - 地域政党：アルザス＝ロレーヌ民族会議（英語版） (Forum Nationaliste d'Alsace-Lorraine)

- オクシタニア
  - 地域政党：オクシタニア民族党 (Partit occitan)

 フランク王国の影響を強く受け、フランク語と混交して生じたフランス語（オイル諸語）に対し、ラテン語としての性質をより強く受け継いだオック諸語が南フランスの大部分に存在する。そしてオック諸語の話される地域（南仏）をオクシタニアと呼ぶ習慣がある。
- ガスコーニュ

オック諸語のうち、ガスコーニュ語は隣接するバスク語の影響を強く受けていて、他のオック系言語とは毛色が違う。「オクシタニア？ いいや、ガスコーニュだ！」というスローガンも存在する。

#### イギリス

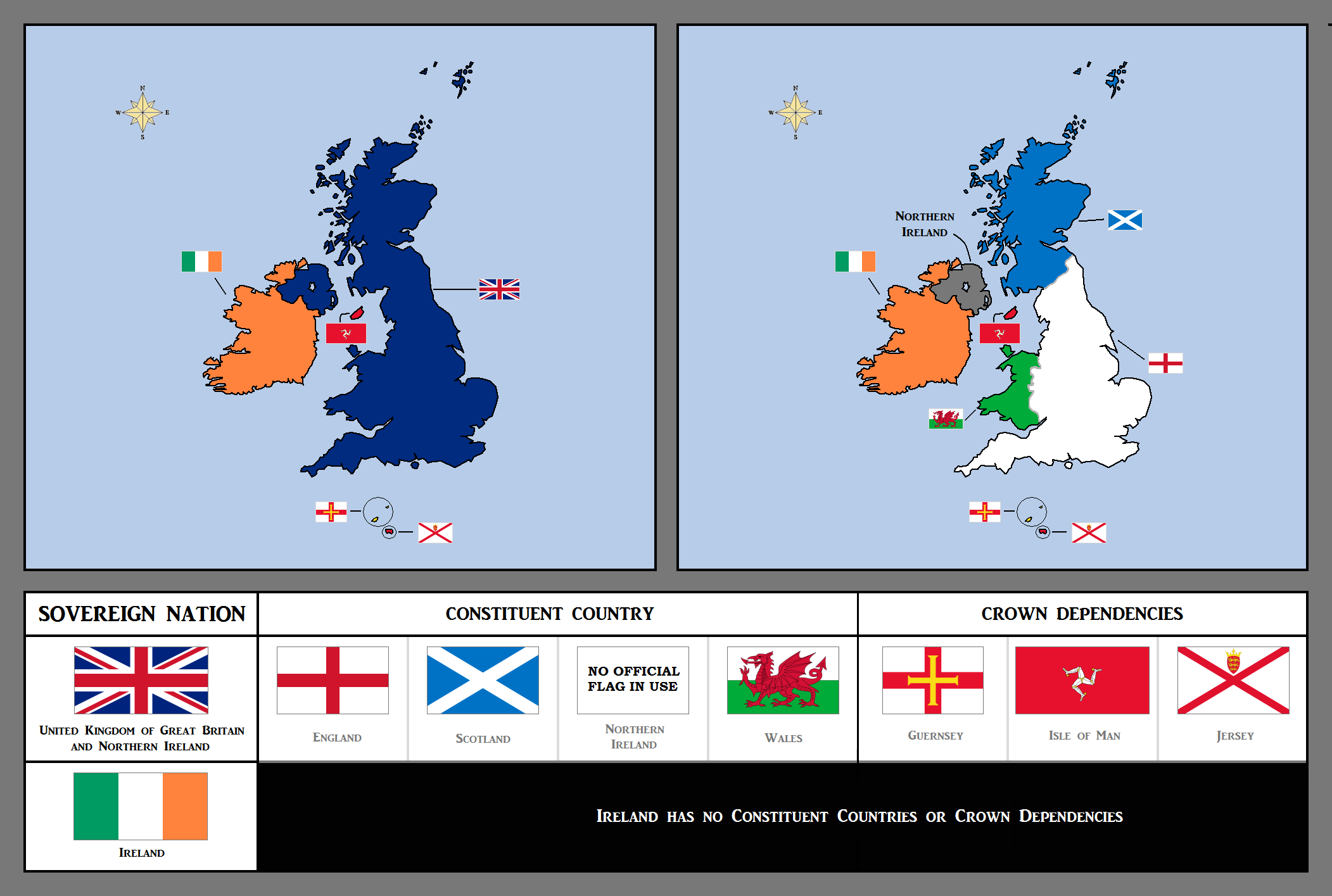
イギリスの分離運動

2014年9月実施の後述のスコットランド独立住民投票の結果を受け、それぞれの構成国・地域で今後、自治権を拡大するものとみられる。
- イングランド
  - 主張国家： イングランド王国 (England)
  - 地域政党：イングランド民主党（英語版） (English Democrats)

もとより イギリスは民族ではなく国家の統合としての産物であり、 イングランド地方でもイングランド人としての帰属意識が根強く残っている。近年の各地域での独立運動の隆盛やスコットランド議会の再開などに対し、イングランド議会の再開を訴える意見が散見される。
- スコットランド 
  - 主張国家： スコットランド王国 (Scotland)
  - 地域政党：スコットランド国民党 (Scottish National Party)

 スコットランドは イングランドとは異なる文化を有している。イギリスの議会にスコットランド国民党が進出しているが、北海に油田を有しているにもかかわらず、分離独立には至っていない。2014年の住民投票でも反対票が55%に達したため独立は否決された。
- ウェールズ 
  - 主張国家： ウェールズ王国 (Wales)
  - 地域政党：ウェールズ民族党 (Plaid Cymru)

 アイルランド・ スコットランド同様、 イングランドとは異なる文化を有し、それを今日に至るまで保持している。
- 北アイルランド 
  - 主張国家： アイルランドへの合流
  - 地域政党：シン・フェイン党 (Sinn Fein)

 アイルランドはケルト系ないし古代ブリタニア系の文化を継承しており、 イギリスの支配から脱する為に激しい紛争を繰り広げた。現在ではアイルランドのほとんどが独立を勝ち取っているが、ロイヤリスト（王党派・連邦主義者）が多数を占める 北アイルランドは未だイギリスに留まっており、両国間の領土問題となっている。
- コーンウォール
  - 主張国家： コーンウォール国 (Cornwall)
  - 地域政党：コーンウォール議会（英語版） (Revived Cornish Stannary Parliament)

南イングランドの辺境に位置するコーンウォール州では、征服される前の古代文化が色濃く残っている。
- ウェセックス
  - 地域政党：ウェセックス地方主義党（英語版） (Wessex Regionalist Party)

#### イタリア
- 北イタリア
  - 主張国家： パダーニャ連邦（英語版） (Padania)
  - 地域政党：同盟 (Lega)

肥沃な北部イタリアを中部イタリア・南部イタリアから分離することによる北部の経済活性化を主張する同盟が定義する「北イタリア」で、ポー川以北から 旧ヴェネツィア共和国領と チロル地方を除いた場所（ ピエモンテ州、 ロンバルディア州、 リグーリア州、 エミリア＝ロマーニャ州）を指す。上述のバイエルンとは違って「民族的問題」ではなく「経済的問題」を第一の問題として分離を目指す珍しい動きと評されており、どちらかと言えば旧東ドイツと旧西ドイツの対立構図に近い部分がある。従って分離そのものよりも、「分離」を脅し文句に南部優遇政策の撤廃を望んでいる支持者が多く、1996年に独立を宣言した際には北部同盟（現在の同盟）内でも批判が相次いだために取り下げられた。また各州の地域運動の連合体であるため、「パダーニャ人」といった民族意識などは存在していない。
同盟に関しては近年、イタリア国内の地域運動全体を統括する団体に発展しつつある。
- ヴェネト
  - 主張国家： ヴェネツィア共和国 (Serenisima Republica Veneta)
  - 地域政党：ヴェネツィア民主同盟（英語版） (Venetian Republic League)、ヴェネツィア運動（英語版） (Venetians in Movement)

 旧ヴェネツィア共和国はかつての北イタリア諸国の中でも別格の存在であり、かつ隔離された島々での文化を起源とする事から、上記の パダーニャ関連からも一線を引いた独自の動きを見せている。
- 南チロル
  - 主張国家：チロルへの編入。( 北チロル)
  - 地域政党：トレント連合（英語版） (Union for Trentino)

オーストリア領時代が長かった為、南ドイツ系（バイエルン人）の住民が多数を占めている。
- サルディニア
  - 地域政党：サルディニア国民党（英語版） (Sardinia Nation)、サルディニア改革党（英語版） (Sardinian Reformers)

シチリア同様、既に一定の自治権を与えられている。
- 南イタリア
  - 地域政党：自治の為の運動（英語版） (Movement for Autonomy)

- シチリア
  - 地域政党：シチリア同盟 (Sicilian Alliance)

戦後の分権運動から、既に一定の自治権を与えられている。
- 両シチリア（南イタリアとシチリア島）
  - 地域政党：ネオ・ブルボン運動 (Neo Bourbon movement)

#### スペイン
レコンキスタによりイスラム勢力を放逐し、小国家を吸収しながら拡大した建国の歴史的経緯から文化的、言語的、民族的な多様性があり、それに伴い地方の独立活動やより高度な自治権の獲得要求が活発である。 アラゴン王国と カスティーリャ王国の統合により スペイン王国が成立して以降も、取り分け カタルーニャや バスクなどは内戦やテロ活動により中央と敵対した過去があり、また中央政府はそれらを弾圧した。こうした過去の反省から現在スペインは17の自治州に分けられ、自治州政府による自治権が付与されている。2020年現在、西ヨーロッパに於いて最も地方の独立活動が活発な国の一つといえる。
- カタルーニャ（カタルーニャ共和国） 
  - 主張国家： カタルーニャ国 (Països Catalans)
  - 地域政党：民主カタルーニャ（英語版） (Democràcia Catalana)・ジュンツ・パル・シ (Junts per Sí)

 バルセロナ一帯のカタルーニャ地方は、 マドリードとは異なる言語（カタルーニャ語）と文化を有する。スペイン内戦で、カタルーニャ左翼共和党が人民戦線に付いたことも一因になり、フランコ時代は分離独立運動は抑圧された。
民主化以降の スペインでは、集中と統一が議会進出し、マドリード～バルセロナ間の特急列車の車内アナウンスは、スペイン語とカタルーニャ語で行なわれるなど地位を回復させている。2017年10月27日にカタルーニャ州議会は独立宣言を可決したが、国際的な承認は得られていない。
 カタルーニャ共和国の事実上の亡命政権がベルギー・ブリュッセルに置かれている。主張する版図にはカタルーニャ州のみならず、同じカタルーニャ語圏である バレンシア州、 バレアレス諸島州を含む場合がある。
- バスク
  - 主張国家： バスク国 (Euskal Herria)
  - 地域政党：エウスカルエリア・ビルドゥ (EH Bildu)

 バスク地方は国境をはさんでスペインとフランスにまたがっており、スペインともフランスとも異なる言語（バスク語）と文化を有する。バスク祖国と自由 (ETA) は、武装闘争を含めた分離独立運動を推進していた。主張する版図にナバラ自治州を含む場合がある。
- ガリシア
  - 主張国家：  ガリシア国 (Galiza) または ポルトガルへの編入
  - 地域政党：国家主義者ブロック（英語版） (Bloque Nacionalista Galego)、ガリシア民族戦線（英語版） (Frente Popular Galega)

 ガリシア地方は歴史的にも地理的にも、ポルトガル北部とのつながりが近く、実際のところガリシア語はポルトガル語の派生言語である。完全な ガリシア州の独立を目指す勢力と、 ポルトガルへの併合を望む勢力が存在する。
- アラゴン
  - 主張国家： アラゴン国 (Aragon)
  - 主張社会主義国家： アラゴン地域防衛評議会（英語版）
  - 地域政党：アラゴン人の州（英語版） (Estado Aragonés)

- アストゥリアス
  - 主張国家： アストゥリアス国 (Asturies)
  - 地域政党：ユニーダ（英語版） (Unida)

- レオン
  - 主張国家： レオン国 (Leon)
  - 地域政党：レオン民族連合（英語版） (Leonese People's Union)

- アンダルシア
  - 主張国家： アンダルシア国 (Andalucía)
  - 地域政党：アンダルシア人民党（英語版） (Nación Andaluza)

- カスティーリャ
  - 主張国家： カスティーリャ国 (Castile)
  - 地域政党：カスティーリャの左派（英語版） (The Castilian Left)

 アラゴン王国との統合以前の カスティーリャ王国の領域のみで、あるいは現行のカスティーリャ地方3州で再度独立するべきだという勢力が存在する。
- カナリア諸島
  - 主張国家： カナリア諸島共和国 (Republic of Canary Islands)
  - 地域政党：カナリア国民党（英語版）  (Canarian Nationalist Party)

- カンタブリア
  - 地域政党：カンタブリア国家主義者議会（英語版） (Cantabrian Nationalist Council)

- エストレマドゥーラ

 エストレマドゥーラ州は歴史的に ポルトガルとの領土紛争が行われた場所であり、現在でも ポルトガルが オリベンサの返還を要求している。これに関連して エストレマドゥーラ州を スペイン・ ポルトガル両国から独立するべきだという勢力が存在する。

#### ベルギー
歴史的経緯から人口の約6割がオランダ語を、約4割がフランス語を母語とする。主に前者が北部フランドルに、後者が南部ワロンに居住。従来よりフランドル地域・ワロン地域・ブリュッセル首都圏地域という3つの共同体が置かれ、それらを補完する役割として連邦政府が位置付けられていたが、2010年6月の総選挙では北部フランドルの独立を目指す新フランドル同盟が代議院にて第一党の議席を獲得したため後に暫定政権が続き、政治的混乱を招いた。
- フランドル地方
  - 地域政党：新フランドル同盟
- ワロン地域
  - 主張国家：ワロンまたは フランスへの編入
  - 地域政党：ワロンラリー（英語版） (Walloon Rally)

#### デンマーク
- フェロー諸島： デンマークの自治領だがフェロー諸島共和国の名で独立を主張。
- グリーンランド： デンマークの自治領。これらの独立・自治権拡大主張とは異なり、緩やかな自治権拡大を訴求している点がある。

#### ロシア
北カフカース連邦管区
- チェチェン・イチケリア共和国：チェチェン人の分離独立派は1991年にソビエト連邦から独立宣言したが、これを認めない ロシアとの間で第一次・第二次チェチェン紛争に突入し、2000年代前半には チェチェン共和国として親ロシア政権が実権を握っている。その後も残存武装勢力や亡命政府が活動を行っており、2022年にウクライナの最高議会が「一時的に占領された国家」として国家承認を行った（ウクライナのチェチェン・イチケリア共和国承認（英語版））。

- チェルケシア：チェルケス人（アディゲ人・カバルド人・シャプスグ人等広義のチェルケス人を含む）チェルケス人連合国家の独立運動。チェルケス人居住地（アディゲ共和国、カラチャイ・チェルケス共和国の北、カバルダ・バルカル共和国の北、クラスノダール地方の南東、スタヴロポリ地方の南）の独立[7]。

- イングーシ：イングーシ人による独立運動。イングーシ独立委員会（英語版）による運動。

- 北オセチア：オセット人による北オセチア共和国と南オセチアを統一し、独立した統一オセチア国家を創設する運動[8]。

- ダゲスタン共和国の独立運動：ダゲスタン国立センターという組織があり、2022年ロシアのウクライナ侵攻ではイマーム・シャミル・ダゲスタン大隊が ウクライナのウォロディミル・ゼレンスキー政権側に立って戦っている[9]

- レズギスタン：ダゲスタン共和国のレズギ人による独立運動[10]。

- クムキア（英語版）：ダゲスタン共和国のクムク人による独立運動。

南部連邦管区
- カルムイク：カルムイク人の分離独立派は2022年の11月1日に「オイラト・カルムイク人民会議（英語版）」がカルムイクの独立宣言を発表したが、オイラト・カルムイク人民会議はカルムイク共和国の実権を持つ組織ではない「非公認組織」のため、現在も非公認の独立宣言となっている。アストラハン州のカルムイク共和国統合の動きもある。

- ノガイ共和国：アストラハン州のノガイ人による独立運動。

- コサッキア（英語版）：ロストフ州におけるコサックの独立運動。いわゆるドン・コサック共和国の再興。

- クバーニア：クバーニのコサック分離主義による独立運動。

沿ヴォルガ連邦管区
- バシキール人の分離独立派： バシコルトスタン共和国のバシキール人は、分離独立を掲げて2022年ロシアのウクライナ侵攻では ウクライナのウォロディミル・ゼレンスキー政権側に立って戦っている[11]。

- タタールスタン：ソ連崩壊後に独立を宣言するも撤回したが、2022年ロシアのウクライナ侵攻以降、イデル＝ウラル自由運動（英語版）、全タタール公民センター（英語版）、イテファク・パーティ（英語版）等の独立運動が活発化している。

- チュヴァシ共和国：自由イデル＝ウラル国（英語版）による運動[12]。

- マリ・エル共和国：マリ人による独立運動。

- エルジャ： モルドヴィア共和国におけるモルドヴィン人の一派であるエルジャ人の独立運動。エルジャ民族会議による運動。

- ウドムルト共和国：ウドムルト人による独立運動。

極東連邦管区
- サハ共和国： ロシアの東北部。ヤクート人による独立運動[13][14][15]。

- ブリヤート共和国：ブリヤート人による独立運動[16][17]。自由ブリヤート財団による運動。

- コリャーキア：コリャーク人による独立運動[18][19]。

- 極東共和国：いわゆる極東共和国の再興と独立[20]。

シベリア連邦管区
- トゥヴァ共和国：トゥヴァ人による独立運動[21]。過去にはソ連崩壊後に主権宣言したものの、経済的不安から当面ロシア連邦に留まる事を選択していた。

- アルタイ共和国：アルタイ人による独立運動。

- ハカス共和国：ハカス人による独立運動。

- エヴェンキア：エヴェンキ人による独立運動[22]。

- シベリア独立運動
  -  シベリア合衆国（英語版）：シベリアにおける分離独立運動[23][24][25]。

北西連邦管区
- カレリア共和国：カレリア民族運動（英語版）による運動。
  -  ヴェプシア：ヴェプス人による自治拡大運動[26]。

- コミ共和国：コミ人による独立運動。ペルミ地方のコミ人にも同様の運動がある。

- イングリア：イングリア人等による独立運動[19]。

- ポモーリエ（ロシア語版）：ポモール人によるアルハンゲリスク州における独立運動[27]。 ビャルミア（英語版）（Biarmia）とも。

- バルト共和国またはケーニヒスベルク国：カリーニングラード州の独立運動[28]。

- クリヴィア：プスコフ州におけるクリヴィチ族の再興および分離独立運動。

中央連邦管区
- ザレッシア：ザリエーシェ地方（英語版）、いわゆる黄金の環と呼ばれる地域の独立運動（英: Zalesye、露: Залесье）[29]。

- スマランディア：スモレンスク州の分離独立運動。

ウラル連邦管区
- ウラル共和国（英語版）：スヴェルドロフスク州における分離独立運動[30][31][32]。

#### ウクライナ
- クリミア自治共和国：  ウクライナから分離独立および  ロシア編入を主張。ソ連崩壊後、繰り返されてきたこの主張は2014年クリミア危機で ロシアに受け入れられ、いったん独立を宣言した上で ロシアへの編入条約を結んだが、 ウクライナおよび諸外国は承認していない。
- ドネツク人民共和国：2014年5月12日、分離・独立派が ドネツィク州からの独立を宣言。2022年2月に ロシアが承認し、同年9月に併合した。国家承認している国連加盟国は ロシア、 シリア、 北朝鮮のみであった。
- ルガンスク人民共和国：2014年5月12日、分離・独立派が ルハンスク州からの独立を宣言。2022年2月に ロシアが承認し、同年9月に併合した。国家承認している国連加盟国は ロシア、 シリア、 北朝鮮のみであった。
- ザカルパッチャ州：歴史的にウクライナ人以外の民族（ルシン人、ハンガリー人など）が居住していることを理由に独立運動がしばしば発生する。

#### その他
- 沿ドニエストル共和国：  モルドバからの独立を主張し、事実上独立している。 ロシアへの編入を望んでいるが、ロシア側は消極的である。
- ガガウズ共和国：ソ連崩壊に伴い一時主権宣言。その後モルドバ内の自治区となるも、現在もモルドバ中央政府とは異なる主張をしている。
- アゾレス諸島：  ポルトガルの属領となっているが、同諸島内の地元住民が独立を主張。
- コソボ、 ヴォイヴォディナ自治州：両地域とも  セルビアから分離独立を主張。  コソボについてはポーランドや 日本などの多くの国が独立を承認しているが、セルビア政府は当然のこと、領土問題を持つ ロシア・ スペインなどは承認していない。ただし、 ロシアについては「セルビアを支持する」との立場であるため、 セルビアが承認すれば ロシアも承認するとみられる。
- セルビア、 モンテネグロ領の サンジャク
- シーランド公国：  イギリス・ サフォーク州の10キロメートル沖合いに浮かぶマンセル要塞（英語版）（Maunsell Fort）のフォート・ラフス（Fort Roughs / U1、別名：ラフス・タワー Roughs Tower ）を1965年、海賊放送の運営者であった元英国陸軍少佐のパディ・ロイ・ベーツが不法占拠し海賊放送局を立ち上げるが、1967年8月14日に海洋放送法（英語版）が施行されたことによって同要塞からのラジオ放送が禁止されると、施行19日後の9月2日にベーツはこの施設を「新たな国家の『領土』」と主張。ラフス・タワーの独立を宣言し同国を建国した。しかし現在、国連に加盟する193か国及び バチカン市国の計194か国の中で、このシーランド公国を承認している国はない。
- アトス自治修道士共和国：  ギリシャのアトス山にある国。1928年に正式認定される。首都はカリエス。国民はほぼ修道士である。女性が入れず、400年以上そのことは守られている。

### アメリカ大陸
- ネイビス島：  セントクリストファー・ネイビスから分離独立を主張していた。
- トバゴ島：  トリニダード・トバゴの島。独自の自治権を持ち議会を持ち分離独立の動きも活発。
- グアドループ島： フランスの海外県だが、島内の地元住民がそれぞれ独立を主張。現在は島自体が海外県として落ち着いている マルティニーク島もかつては独立を主張していた。
- アルバ：  オランダ領アンティルから独立するため分離した島、現在 オランダ領だが事実上独立している。
- フランス領ギアナ： フランスの海外県だが、地元住民が独立を主張。
  - 主張国家：French Guiana アマゾニア共和国(Amazonian Republic)
- ラコタ共和国：  アメリカ合衆国アメリカ合衆国の  ネブラスカ、 サウスダコタ、 ノースダコタ、 モンタナ、 ワイオミング各州の一部地域を対象として、先住民族ラコタ族（スー族）が独立を宣言している。また、 サウスダコタ州のブラックヒルズをめぐって、アメリカ合衆国政府とラコタの間で紛争がある。アメリカ側は土地を「購入した」としているがラコタ側は領有を主張。
- イロコイ連邦：アメリカ合衆国東北部に位置するアメリカ・インディアン6部族（発足当時は5部族）による連邦で、アメリカ合衆国建国以前から存在し、独立戦争時にはイギリス側についた。米国が承認する独自のパスポートを発給し2001年までは多くの国で受け入れられていたが、アメリカ同時多発テロ事件以降、アメリカ政府が国土安全維持上の理由でパスポート承認を取り消し、 ミクロネシアなどいくつかの諸国以外はイロコイ連邦のパスポートによる入国を許可していない。ラクロスが強い事で有名であり、2010年の国際ラクロス大会にイロコイ連邦のパスポートで入国しようとした選手団が英国へ入国出来ず大会に参加出来なかった事は大きな話題になった。Iroquoisの正式な発音はSを発音せずイロクォイとなるが日本人にはイロコイと聞こえる場合が多いようである（イとクで一瞬切るので、本来はイロ・クオイと聞こえるはずである）。イロコイ連邦加盟の6部族民を意味するIroquoianはイロコイアンではなく、イロクォイアンとなる。
- ケベック州（ カナダ）： カナダ全体では、イングランド系カナダ人住民が多数を占めるのに対して、 ケベック州では、フランス系カナダ人住民が多数を占め、フランス語が公用語に採用されている。ケベック州議会にはケベック党が、カナダ議会にはケベック連合が進出し、ケベック州の分離独立を主張している。分離独立を巡って、2度の住民投票も行なわれたが、多数の賛成は得られていない。過去にはオクトーバー・クライシスなどの非常事態も発生している（詳細についてはケベック州#歴史およびケベック問題（英語版）の項を参照されたい）。
- アメリカ合衆国の  カリフォルニア州(第二カリフォルニア共和国)、 アラスカ州(アラスカ共和国)、 ウィスコンシン州、 テキサス州(テキサス共和国)、 ニューハンプシャー州(ニューハンプシャー)、 バーモント州( バーモント共和国)、 ハワイ州( ハワイ王国または  ハワイ共和国)[注釈 3]
- プエルトリコ（ アメリカ合衆国領）
- 南部地域

### オセアニア
- チューク州： ミクロネシア連邦を構成する州の一つ。2015年に独立を問う住民投票を行う予定であったが、2022年まで延期され続けている。
- マライタ州（マライタ島）:  ソロモン諸島から独立の動きがある[33]。
- ニューカレドニア島（カナキー共和国）：フランスの海外県だが、島内のカナカ人が「カナキー共和国」名義での独立を主張。2025年7月、フランス政府と独立賛成派・反対派がニューカレドニアをフランス国内の国家と位置づけ、一定の主権を移譲されることで合意[34]。
- ブーゲンビル州（元北ソロモン）：  パプアニューギニアの一つの州であるが、ブーゲンビル州民が共和国樹立を目指し独立を主張、のちに自治政府（正式には「（自治）州」）が発足。2019年に独立を問う住民投票を実施し、賛成票が約98%に達した。
- タヒチ島（ フランス領ポリネシア）：宗主国であるフランス政府（当時）が以前、核実験を行うと公表したことに同海外県の中核を担う同島の地域政党・タビニ党や地元住民が憤慨し独立運動を展開。2023年の議会選挙でタビニ党が勝利。行政長官に選ばれた、同党のモエタイ・ブロテルソンは、独立を問う住民投票を「10〜15年後」に行いたいとの意向を示している[35]。

### アフリカ
- ザンジバル：  タンザニア本土（ 旧 タンガニーカ共和国）から分離独立を求めている。
- エチオピアの ソマリ地域州（旧オガデン州）：エチオピア国内で最も独立志向の強い地域州であり、ソマリ語系諸支族の融合を目指しており、大ソマリア主義を持っているものとみている。
- 南アフリカではアパルトヘイト政策が撤廃された後も民族間の緊張が続いているため、 ズールー王国に住むズールー人や白人達の一部から独立国家を要求する声も上がっている。
- 西サハラ（リオ・デ・オロ）： ポリサリオ戦線が サハラ・アラブ民主共和国の独立を宣言して亡命政府を樹立したが、地域の過半を実効支配する モロッコは断固拒否、現在も平行線を保ったままで依然、解決を見ないままである（西サハラ問題）。
- 西トーゴランド： 2020年9月25日に ガーナから独立宣言を行った未承認国家。また、ガーナは独立を認めていない。
- 南カメルーン連邦共和国（アンバゾニア共和国）：  カメルーンから分離独立を主張。
- ビオコ島：  赤道ギニアの主島。民族対立からビオコ自治運動が分離独立を求めているが、政府は激しい弾圧を続けている。
- ソマリランド：  ソマリアからの独立を宣言。ほぼ独立状態となっている。
- カザマンス：  セネガルの南部にある地域。地元住民が分離独立を求めている。
- カビンダ：  アンゴラから独立を求めているアンゴラの飛び地。行政中心地については カビンダ市を参照。
- アンジュアン及び モヘリ：  コモロから分離独立を主張していた2つの島。この状況を受け、中央政府は連邦制を敷いてひとまずは決着。
- レユニオン（フランス海外県）
- プントランド： 首都はガローウェ。 ソマリアから一時1998年に独立宣言。ソマリアの海賊はここにおり、武力が集中している。現在はソマリア中央政府との連邦制に前向きとされる。

## 解決・沈静化した独立問題

### ヨーロッパ
- チェコスロバキア：現在の  チェコから  スロバキアが独立する形で、連邦国家が解体。
- ユーゴスラビア：連邦国家が崩壊した。のちに後期のユーゴスラビアが  セルビア・モンテネグロとして国家連合の形式へ移行していたが、現在は互いに独立共和国（  セルビアおよび  モンテネグロ）として並立・共存している。しかし、その後も国内での分離活動が活発であり、コソボ自治政府が共和国として独立宣言するまで至っている。
- 北イタリア：北部同盟が一時、独立を宣言。その後は連邦制を目指す形で落ち着いている。
- モンテネグロ：  セルビアと共に  セルビア・モンテネグロの連合国家を結成していたが、2006年5月21日に、独立を伺う国民投票が実施された結果、賛成が独立に必要な55%を超えた（投票率86.5%、賛成55.5%）ため、独立した。
- タタールスタン：ソ連崩壊直後、 チェチェン共和国[注釈 4]とともに新生ロシア連邦への加盟を拒否。 ロシアからの独立を主張した。しかし、1993年ロシア連邦へ加盟。
- クリミア自治共和国： ロシアと ウクライナの間で領有問題が発生。この問題自体は解決（ウクライナ内部の自治国家として成立認可）したが、クリミア・タタール人による独立要求の問題は解決されていない。
- ハルキウ州：2014年4月7日、 ハリコフ人民共和国として ウクライナからの独立を宣言。しかし、翌日にウクライナ政府軍が制圧し、消滅した。
- オデッサ州：2014年4月16日、インターネットグループにより オデッサ人民共和国として ウクライナからの独立を宣言。その後10月28日、ウクライナ保安庁は「自分たちが同地域に人民共和国を創設する計画を潰した」と語った。オデッサの親露派抗議者の多くはオデッサがロシアに加わるのではなくウクライナ内の自治区になることを望んでいたため、沈静化。

### アメリカ大陸
- バミューダ諸島：イギリス自治領。以前、同諸島の独立の是非を問う住民投票で、反対多数で独立を白紙に戻した（否決した）ことがある。

### アジア
- 大韓民国：日本の朝鮮統治終了後、アメリカ軍占領下の南朝鮮のみで独立を目指す動きに済州島の住民が反発。韓国独立のための総選挙を前に蜂起するが、韓国軍に鎮圧される（済州島四・三事件）。その後は韓国の一地方となるが、2006年に済州特別自治道が発足。本土の道に比べてより広範な権限を持つ地方政府が誕生した。
- 大明慈悲国：日本統治時代の台湾における、台湾から日本人を撃退し漢民族による民間信仰に基づいた理想郷を建設する構想。1915年の西来庵事件が翌年に鎮圧されると、首謀者を含む866名が死刑宣告を受け、これ以降台湾抗日運動は政治・社会運動へと移行する。
- 台湾帝国（俗称）：日本統治時代の台湾において幾度か試みられた、個人が台湾皇帝を名乗る独立運動。
- インドネシア：アチェの分離独立を要求する 自由アチェ運動がインドネシアと武装闘争を展開していたが、2005年に和平を締結。以後はインドネシア国内で一定の自治を認められる。
- スリランカ：タミル人地域の分離独立を主張した武装組織 タミル・イーラム解放のトラが一時北部や東部を支配していたが、2009年5月に政府軍に制圧された。
- 東ティモール： ポルトガルや インドネシアの長年の領有の末、2002年に独立。
- イエメン：冷戦崩壊の影響を受け、南北イエメンが統一。
- ベトナム：1975年、 北ベトナムに支援された 南ベトナム解放民族戦線が 南ベトナムを武力制圧し、翌年南が北に吸収される形で南北統一。
- タジキスタン：1991年のソビエト連邦の崩壊による同国独立で、 ゴルノ・バダフシャン自治州のパミール人が同州を拠点に独立する目的から、ガルム地方の民族集団や国内のイスラム勢力とタジク野党連合（英語版）(UTO) を結成、反政府勢力となってタジキスタン内戦を勃発させたが、1997年6月、エモマリ・ラフモンとUTOの指導者アブドゥッロ・サイドフがモスクワで和平協定に調印し内戦終結。

### アフリカ
- アザワド：  マリ北部では少数民族トゥアレグ族が過激な分離独立を展開してきた。2012年4月6日に独立宣言を行ったが国際的な承認は得られず、7月に事実上崩壊した。
- カタンガ国：  コンゴ共和国からの分離独立を主張してコンゴ動乱が激化する原因を作ったが、1963年1月21日に崩壊した。
- エリトリア：長年にわたるエリトリア独立戦争の結果、1991年に独立を達成。
- ビアフラ共和国：  ナイジェリアとの間でビアフラ戦争を戦うが、鎮圧された。
- 南スーダン：2006年に6年間の自治が付与され、2011年の住民投票で分離独立が決定。同年7月9日に南スーダン共和国として独立した。

### オセアニア
- バヌアツ/ ニューヘブリデス諸島：1906年より英仏共同統治領であったが、先住民など各民族の独立運動等の成果、自治国として独立。